# Haus Darup
Haus Darup ist ein Herrenhaus im Ortsteil Darup der Gemeinde Nottuln, Kreis Coesfeld, Nordrhein-Westfalen. Es ist als Baudenkmal eingetragen in die Denkmalliste des Landes Nordrhein-Westfalen.

## Beschreibung
Das noch heute von drei Seiten mit einer breiten Gräfte (Wassergraben) umgebene Herrenhaus liegt im Zentrum von Darup. Die gesamte Anlage des Hauses Darup wird auch heute noch von der Coesfelder Straße aus über eine mit zwei Torpfeilern flankierte Auffahrt her erschlossen. Die seit 1987 unter Denkmalschutz stehende Gesamtanlage besteht aus dem eigentlichen Herrenhaus und den verschiedenen Ökonomiegebäuden für die Landwirtschaft. Die heutige Anlage des Hauses Darup geht in ihrem Kern bis in das Hochmittelalter zurück. Das Herrenhaus wurde mehrfach umgebaut und erweitert. Das ursprünglich von vier Seiten mit einer Gräfte umgebende Anwesen ist aktuell noch von drei Seiten von einer Gräfte eingefasst.

## Geschichte

### Die Ritter von Dodorpe
1315 findet man die ersten Urkunden von einer Familie in Dodorpe (Darup). 1319 wird Bernhard von Dodorpe als Amtmann des Bischofs Ludwig II. in Dülmen genannt.

### Die Herren von Kemenaden
Nachfolger sind die Herren von Kemenaden. Um 1400 wird ein Ludolf von Kemenaden als Pächter genannt.

### Weitere Besitzer
Nachfolgend werden als Besitzer die Familien von Burse bekannt. Das nicht landtagsfähige Haus war im 16. Jahrhundert im Besitz der von Kückelsheim. 1623 erfolgte der Verkauf an die Familie von Raesfeld zu Visbeck, die es 1650 an die von Droste weiterverkaufte.

### Die Herren von Droste zu Darup

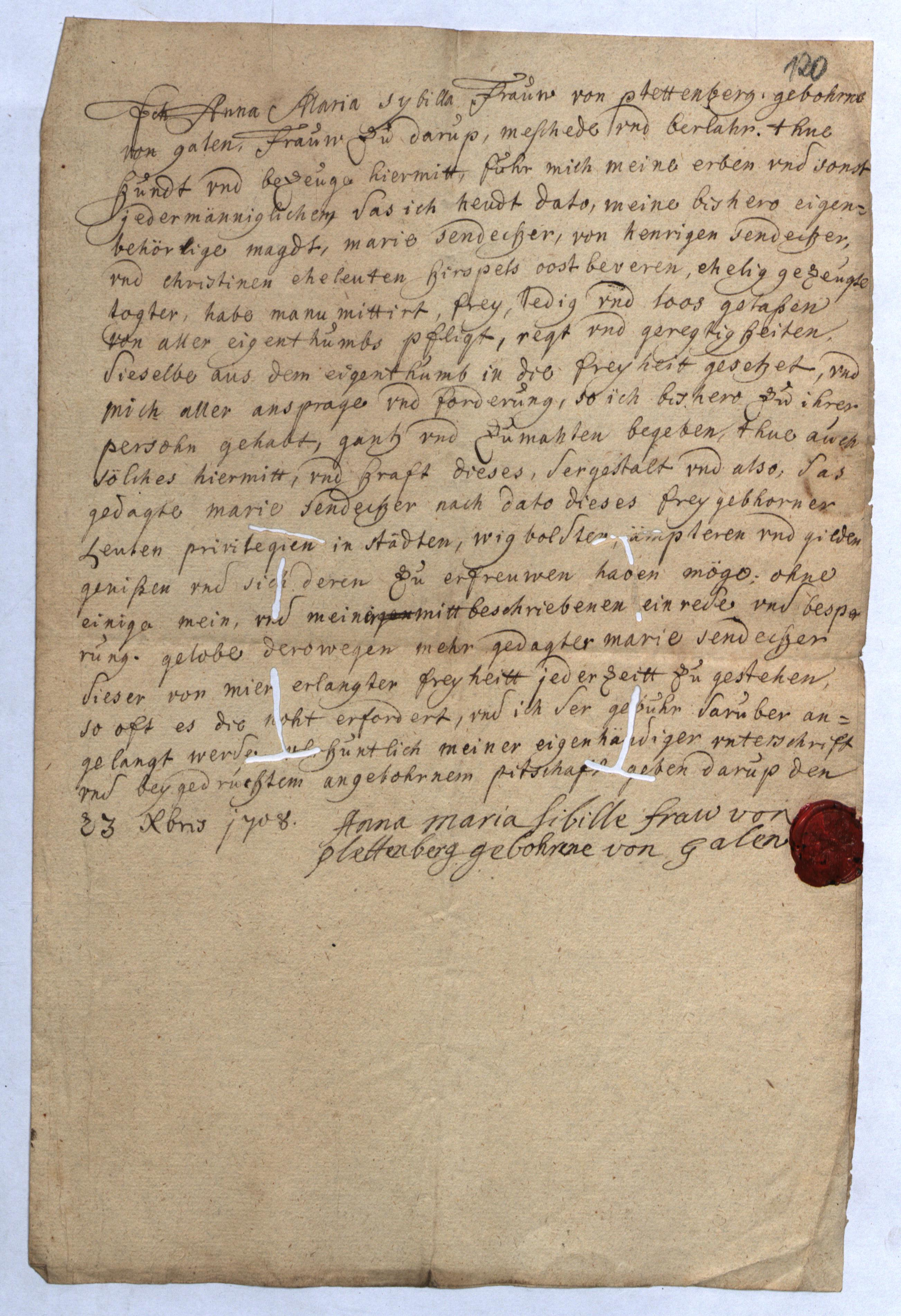
Freilassungsbrief der Magd Marie Sendeker aus Ostbevern, die von Anna Maria Sybilla von Plettenberg, geb. von Galen, am 23. Februar 1708 aus der Leibeigenschaft entlassen wurde

Nach dem Dreißigjährigen Krieg,  6. April 1650, gelangte die Besitzung zur Familie von Droste zu Darup. Am 10. Oktober 1705, verstarb Johann Mathias von Droste zu Darup, unverheiratet und ohne leibliche Nachkommen auf dem Hause Darup. In seinem Testament vom 15. September 1705 hatte er bestimmt, dass die beiden Töchter seiner Schwester Clara Elisabeth von Droste, Ehefrau des Johann Diderich von Galen zu Hohenover, nämlich Clara Margaretha Elisabeth und Anna Maria Sybilla von Galen, das Erbe antraten.
Erstere blieb unverheiratet. Anna Maria Sybilla von Galen heiratete in erster Ehe im Jahre 1707 den in kurkölnischen Diensten stehenden Ernst Victor von Plettenberg, Herr zu Berlahr, Meschede und Darup, Kapitän einer Kompanie Dragoner des Kurfürsten von Köln. Dieser entstammte der Ehe des Adam Diederich von Plettenberg zu Berlahr mit Anna Elisabeth von Walrave zu Gronenberg. (Am 19. Oktober 1707 wurde der Ehevertrag geschlossen). Im Spanischen Erbfolgekrieg (1701–1714) erhielt auch Kapitän Ernst Victor von Plettenberg zu Darup mit seiner Einheit seinen Stellungsbefehl ins Feld und fiel am 29. Mai 1712, während der Kampfhandlungen in der ostspanischen Hafenstadt Valencia. Die Ehe blieb daher kinderlos.

### Die Freiherren von Bönninghausen
Am 10. Februar 1714 heiratete die verwitwete Anna Maria in der katholischen Pfarrkirche St. Fabian und Sebastian zu Darup den wesentlich älteren Witwer Oberst Caspar Lothar Diethrich von Bönninghausen, wodurch Darup in den Besitz der Freiherren von Bönninghausen gelangte. Die Ehe blieb kinderlos, aber ein Stiefkind Anna Marias aus der ersten Ehe ihres Mannes erbte die Besitzung. So blieb die Familie Bönninghaus von 1714 bis 1929, also 215 Jahre, Eigentümer des Hauses Darup.
Unter den Eigentümern ragt Clemens Maria Franz von Bönninghausen hervor, der als erster Landrat des Kreises Coesfeld 1816 die junge Kreisverwaltung mit zwei Bediensteten (einem Kreisboten und einem Kreiskopisten, d. h. einem Sekretär) auf dem Hause Darup einrichtete. Bönninghausen war vielseitig interessiert und zählt zu den Mitbegründern der Homöopathie. Er war Hausarzt der Annette von Droste-Hülshoff und lieferte bedeutende Arbeiten als Botaniker und Ökonom.
Von 1909 bis 1912 wurden die noch heute erhaltenen großzügigen Ökonomiegebäude nach Plänen des Regierungsbaumeisters Köthen errichtet.

### Weitere Eigentümer
1929 fiel Darup in wirtschaftlich schweren Zeiten an den Fabrikanten Bernhard Frisch aus Ennigerloh, der es als Wochenend- und Sommersitz mit seiner Familie bewohnte. 1939 wechselte das Haus erneut seinen Besitzer und wurde von den Eheleuten Theodor und Elisabeth Struwe geb. Grote aus Warburg-Hohenwepel erworben. Noch heute befindet sich das Haus im Besitz ihrer Nachkommen.